# Транс феминизам
Транс феминизам (енгл. Trans feminism) је идеологија која настоји да обједини феминизам с покретом за права трансродних особа.
Термин је први пут дефинисала учењакиња и активисткиња Еми Којама као „покрет транс жена, које верују да је њихово ослобођење суштински повезано са ослобођењем свих жена.“ Којама наводи да је покрет „такође отворен за квир и интерсексуалне особе, транс мушкарце, жене и мушкарце који нису транс особе, као и све друге који саосећају са потребама транс жена и сматрају да је повезаност са њима нужна за њихово сопствено ослобођење.“
Иако су његови корени уско повезани са феминизмом другог таласа, транс феминизам се најчешће везује за феминизмом трећег таласа, пошто је покрет почео активно да се развија 1990-их и 2000-их година. Своје корене има у идеји да постоје бројни облици сексизма који се често преплићу једни с другима и с осталим облицима опресије. Поред традиционалног сексизма (где се на мушкарце гледа као на вредније и оне којима припада више права од жена), постоји и хетеросексизам (хетеросексуалцима припада више права од геј особа и лезбијки), моносексизам (људи које привлаче само особе једног пола, вреднији су од бисексуалаца и пансексуалаца), маскулини центризам (по ком се мушка родна експресија сматра вреднијом и легитимнијом од женске родне експресије) и тако даље. Ту су такође и други облици маргинализације, као што су расизам, класизам и ејблизам. Транс феминисткиње су фокусиране на то како на транс особе утиче институционализовани циссексизам. Циссексизам се може видети у начину на који појединци/ке, организације или владе често одбијају да поштују проживљена искуства транс особа, у дискриминацији коју могу да доживе на послу или код лекара, као и чињеници да су транс особе често мете и жртве малтретирања и насиља.